# Liriomyza thalictri
Liriomyza thalictri este o specie de muște din genul Liriomyza, familia Agromyzidae, descrisă de Erich Martin Hering în anul 1932.
Este endemică în Germania. Conform Catalogue of Life specia Liriomyza thalictri nu are subspecii cunoscute.